# Vestingsbrigade Sebastopol
De Vestingsbrigade Sebastopol (Duits: Festungs-Brigade Sewastopol) was een Duitse brigadestaf van de Wehrmacht tijdens de Tweede Wereldoorlog.

## Oprichting en krijgsgeschiedenis
De brigade werd opgericht op 1 april 1944 in Sebastopol onder gebruikmaking van de staf van de Festungskommandanten Sewastopol. De staf werd meteen onder bevel gebracht van het 17e Leger en kwam in actie in de verdediging van de stad tegen het Rode Leger.
Na de val van de stad werd de (brigade)staf tussen 9 en 12 mei 1944 per schip geëvacueerd naar Roemenië en kwam daar aan in Miloșești (tot 18 mei) en daarna in Buzău.
De brigade werd op 21 mei 1944 opgeheven in Buzău.

## Slagorde (1 april 1944)
- Radfahr-Sicherungs-Btl. 755 met 4 compagnieën
- vele eenheden niet onder bevel maar “tactisch onder bevel” en “in samenwerking met”

## Bovenliggende bevelslagen
| Legerkorps             | Leger     | Legergroep              | Plaats/regio | Begin         | Eind          |
| ---------------------- | --------- | ----------------------- | ------------ | ------------- | ------------- |
| 1e Roemeense Bergkorps | 17. Armee | Heeresgruppe Südukraine | Sebastopol   | 1 april 1944  | 10 april 1944 |
| direct onder bevel     | 17. Armee | Heeresgruppe Südukraine | Sebastopol   | 10 april 1944 | 9 mei 1944    |
| 49e Bergkorps          | 17. Armee | Heeresgruppe Südukraine | Sebastopol   | 9 mei 1944    | 12 mei 1944   |
| direct onder bevel     | 17. Armee | Heeresgruppe Südukraine | Roemenië     | 13 mei 1944   | 21 mei 1944   |

## Commandanten
| Rang                                   | Naam            | Begin        | Eind         |
| -------------------------------------- | --------------- | ------------ | ------------ |
| Oberst                                 | George Humbert  | 1 april 1944 | 3 april 1944 |
| Oberst Generalmajor (vanaf 1 mei 1944) | Paul Betz       | 3 april 1944 | 2 mei 1944   |
| Oberst                                 | Kurt Eugen Adam | 2 mei 1944   | 20 mei 1944  |

Oberst Adam was slechts waarnemend commandant (m.W.d.G.b.  = mit Wahrnehmung der Geschäfte beauftragt)
Vestingsbrigade Almers · Vestingsbrigade Belfort · Vestingsbrigade Korfoe · Vestingsbrigade Kreta · 1e Vestingsbrigade Kreta · 2e Vestingsbrigade Kreta · Vestingsbrigade Lofoten · Vestingsbrigade Sebastopol · 135e Vestingsbrigade · 939e Vestingsbrigade · 963e Vestingsbrigade · 964e Vestingsbrigade · 966e Vestingsbrigade · 967e Vestingsbrigade · 968e Vestingsbrigade · 969e Vestingsbrigade · 1017e Vestingsbrigade